# Frozen (canción de Within Temptation)
«Frozen» es el segundo sencillo europeo del álbum The Heart Of Everything de la banda de Metal Sinfónico Within Temptation.

## Información
Este tema es el tercero del álbum. Es una Balada Potente y con mucha lírica, por lo que muchos fanes ya se pensaban que podría ser un sencillo. La versión del álbum dura 4:28, mientras que la del sencillo es de 4:01. Tanto la canción como el video han sido basados y pensando en la violencia familiar:

"Es un tema que sentimos que no se está discutiendo suficientemente en la opinión pública. Las víctimas de estos abusos sufren durante toda su vida ya que en la mayoría de casos sucede en el seno familiar". Afirmó el grupo en una de sus entrevistas.
Por esta causa todos los beneficios conseguidos con el sencillo de "Frozen" fueron destinados a Child Helpline Internacional, organización que trabaja en más de 160 países por esta causa, Sharon den Adel declaró al respecto: "Cuando haces un video como este sabes que va a tener un gran impacto entre la gente que lo está viendo, así que pensamos que si realizas el video tienes la responsabilidad de ayudar a la gente para contactar con la organización correcta".

El sencillo de Frozen respectivamente fue lanzado oficialmente con el de The Howling:
el 11 de junio del 2007 en Finlandia,

el 11 de junio del 2007 en Países Bajos y Bélgica,

el 18 de junio del 2007 en Francia,

el 22 de junio del 2007 en Alemania y Austria,

el 22 de junio del 2007 en Suiza, en un formato digital y

el 11 de junio del 2007 en el resto de Europa, en formato digital.

## Compilaciones

### Sencillo estándar
1. "Frozen (Single Version)" 4:01
2. "The Howling (Single Version)" 3:39

### Maxi Single/Edición EP limitada
1. "Frozen (Single Version)" 4:01
2. "The Howling (Single Version)" 3:39
3. "Sounds Of Freedom" 4:57
4. "What Have You Done (Acoustic)" 3:55
5. "The Cross (Acoustic)" 4:59
6. "Frozen (Video)" 3:59
7. "The Howling (Video)" 4:09

## Video
El video se estrenó el 11 de mayo en YouTube, refleja la potencia y la lírica del tema con una historia sobre una familia, en la cual la hija y la madre sufren abuso constantemente por parte del padre. El video quiere reflejar la violencia familiar de una manera épica, ya que la historia está ambientada a principios del siglo XX, la fotografía con tonos azulados, hace referencia al título de la canción: "Frozen", es decir "Helado".